# 小行星5453
小行星5453（英語：5453 Zakharchenya）是一颗围绕太阳公转的小行星。1975年11月3日，塔瑪拉·米哈伊洛夫那·斯米爾諾娃在克里米亚发现了此天体。
这颗小行星的绝对星等为245.58857等。